# プッチーニの庭
プッチーニの庭（別名 プッチーニ、Poochini's Yard）は、アメリカ-カナダ-ドイツ-オランダの共同制作のテレビアニメシリーズで、元々は2001年に国際的に放映された。